# Kong Arrilds Høj
Kong Arrilds Høj (auch Arrildshøj oder Pullerbarg beziehungsweise Pullebjerg genannt) war ein Grabhügel in der Nähe des Ihlsees in Harrislee im nördlichen Stiftungsland Schäferhaus, westlich von Flensburg. Er gehörte zu einer Gruppe von fünf Grabhügeln, die nur einige Meter auseinander lagen. Die Großhügel (dänisch Storhøjene) stammten aus der älteren Bronzezeit (Periode III – etwa 1190 v. Chr.)

## Hintergrund
Der Heimatforscher Jakob Röschmann gab den besagten fünf Grabhügeln in seinem umfassenden Buch zur Vorgeschichte des Kreises Flensburg aus den 1960er Jahren, die Nummern 28 bis 32, von denen der Grabhügel Arrildshøj die Nummer 32 erhielt. Der Grabhügel Arrildshøj war der höchste der fünf unterschiedlich hohen Hügel.

### Errichtung
Am Arrildshøj sind keine Bauperioden erkennbar. Dementsprechend diente er nur einer Beisetzung. Zunächst wurde offensichtlich auf moosbewachsenen Gelände ein Steinpflaster verlegt. Auf dieses wurde ein Baumsarg gelegt, der war etwa 3,0 Meter lang und 0,75 Meter breit. war. Im Sarg lag ein langhaariger Mann, der in ein Rinderfell gehüllt war. Er trug einen Wollmantel, eine halbkugelförmige Mütze sowie einen kleinen goldenen Spiralring. Zudem war er mit einer Wolldecke umhüllt. Ihm wurden ein Schwert, eine Axt und ein Speer mitgegeben. Außerdem wurden dem Toten eine Spanschachtel, ein Trinkhorn (aus einem Kuhhorn), dessen Enden abgeschnitten waren, sowie eine Holzschale beigegeben.
An die glatten Enden des Sarges wurden dünne Steinplatten gelehnt, eine davon hatte ursprünglich als Mahlstein gedient. In einem weiteren Schritt wurde eine rundovale Steinpackung, aus faust- bis kopfgroßen Steinen, um den Sarg gelegt, die eine Länge von 4,5 Meter und 2,6 Meter Breite besaß. Über dieser Steinpackung war der Hügel aus Soden und Plaggen aufgeschichtet. Am Fuß des Plaggenhügels wurde ein Kranz aus Randsteinen errichtet. Erst im Laufe der Zeit zersetzten sich die Plaggen im oberen Teil des Hügels. Im unteren Teil blieben die Plaggenschichtung und der Sarg erhalten.

### Raubgrabung und Zerstörungen
Noch in vorgeschichtlicher Zeit, möglicherweise schon kurz nach der Beisetzung, erfolgte eine Raubgrabung, von der offensichtlich ein erkennbares Grabungsloch erhalten blieb. Bei dieser Grabung fielen zerfetzte Soden in den Grabungsschacht, welche bei der späteren archäologischen Ausgrabung im Jahr 1940 nachgewiesen werden konnten. Die Räuber stahlen vermutlich die wertvollsten Grabbeilagen, in Form von wertvollen Bronzewaffen, nämlich einem Schwert, einem Beil und einer Lanze. Am Ostrand des Hügels wurden später, vermutlich im 19. oder 20. Jahrhundert, beim Überpflügen drei nachbestattete Urnen zerstört. Der Raub dieser Gegenstände konnte später anhand der zurückgelassenen Gegenstände bei der archäologischen Ausgrabung bestimmt werden. Auch die gestohlenen Gegenstände aus Bronze deuten darauf hin, dass die Gräber bereits in der Bronzezeit ausgeraubt wurden.

### Ausgrabung von 1940
Vor der Ausgrabung im Jahre 1940, an welcher sich offenbar der Archäologe Karl Kersten und der Geologe Karl Gripp beteiligten, bestand der Grabhügel aus einer mit Heidekraut bewachsenen Kuppe mit einem Durchmesser von 30 Metern und einer Höhe von 4,50 Metern. Sein Fuß wurde ursprünglich mit einem Kranz aus Randsteinen umgeben.
In der Mitte des Hügels fanden die Archäologen den noch erhaltenen Eichenholzsarg. Der Sarg war leicht abgeschrägt mit einem Loch im unteren Ende des Bodens. Auf diese Weise leiteten die Menschen in der Bronzezeit eindringendes Wasser ab. Die Archäologen entdeckten die Reste des Rinderfelles, Reste des wollenen Mantels, der Wolldecke, die Mütze, Bruchstücke eines Speerschaftes, einen Oberteil eines Axtstiels, aus dem die Bronzeklinge herausgebrochen worden war, die Bruchstücke einer hölzernen Schwertscheide, das Trinkhorn, Bruchteile einer Holzschale, Bruchstücke einer Spanschachtel, den goldenen Spiralring, Kopfhaare und weitere Leichenreste. Im Rahmen der Ausgrabung zeigte sich, dass die Mitte des Sargdeckels nicht mehr vorhanden war. Das Innere des Sarges war mit Erde gefüllt. Bei der Grabung wurde auch der Schacht der alten Raubgrabung festgestellt.

### Benachbarte Ausgrabungen
Auch die erwähnten vier westlich gelegenen Nachbarhügel wurden archäologisch untersucht (Lage). Der Grabhügel 29 (Lage) wurde im Sommer 1941 näher untersucht. Der Plaggenhügel war zu dieser Zeit noch ungefähr 1,50 hoch und hatte einen Durchmesser von ungefähr 25 Metern. Es wurde eine vollständig zerstörte Urne mit zugehörigem Leichenbrand gefunden. Ein zweites Grab wurde im Hügel unter einer Einfassung von elf Steinen entdeckt. Auf der dortigen Grabsohle wurden Schädelknochen gefunden.
Der Grabhügel 28 (Lage) wurde im Herbst 1958 untersucht. Er hatte eine Höhe von 2,60 Metern und einen Durchmesser von 46 Metern und beherbergte vier Gräber. Auf der Kuppe wurden drei Grabungslöcher festgestellt. Grab 1 beherbergte im Inneren eine Steinpackung mit einem Baumsargüberrest. Im Grab 2 befand sich ein Holzgefäß mit einem Durchmesser von rund 30 cm, in dem sich Leichenbrand und die Reste einer Bronzenadel befanden. Grab 3 war nur noch durch eine mehrschichtige Steinsetzung identifizierbar. Grab 4 bestand aus einer Steinpackung mit darunterliegender Erde, die von Leichenbrand durchsetzt war. Grabbeigaben wurden nicht entdeckt.
Der Grabhügel 30 wurde (Lage) ebenfalls im Herbst 1958 untersucht. Der aus zwei Gräbern bestehende Hügel besaß eine Höhe von ungefähr 2,10 Metern und einen Durchmesser von 29 Metern. Im Grab 1 wurde eine Steinpackung mit einem humosen Überrest eines Baumsarges festgestellt. Grab 2 bestand ebenfalls aus einer Steinpackung. Im Humus des zersetzten Baumsarges wurden Bruchstücke einer Bronzespiralfibel entdeckt.
Auch Grabhügel 31 (Lage) wurde im Herbst 1958 archäologisch untersucht. Er hatte eine Höhe von ungefähr 1,10 Metern und einen Durchmesser von 28 Metern. Auf der Kuppe des Grabhügels wurden drei jüngere Grabungslöcher festgestellt. Grab 2 war ausgeraubt. Nur noch die Steinpackung des zugehörigen Baumsarges wurde gefunden. Von Grab 1 wurden die mehrschichtige Steinpackung sowie die Überreste eines vergangenen Baumsarges beobachtet. Von Grab 3 wurde die Steinpackung mit Humusüberresten des Baumsarges gefunden. In diesem Fall wurden auch Beilagen entdeckt, nämlich ein Bronzeschwert mit Überresten der verzierten Schwertscheide sowie ein Bronzerasiermesser.

## Heutige Situation

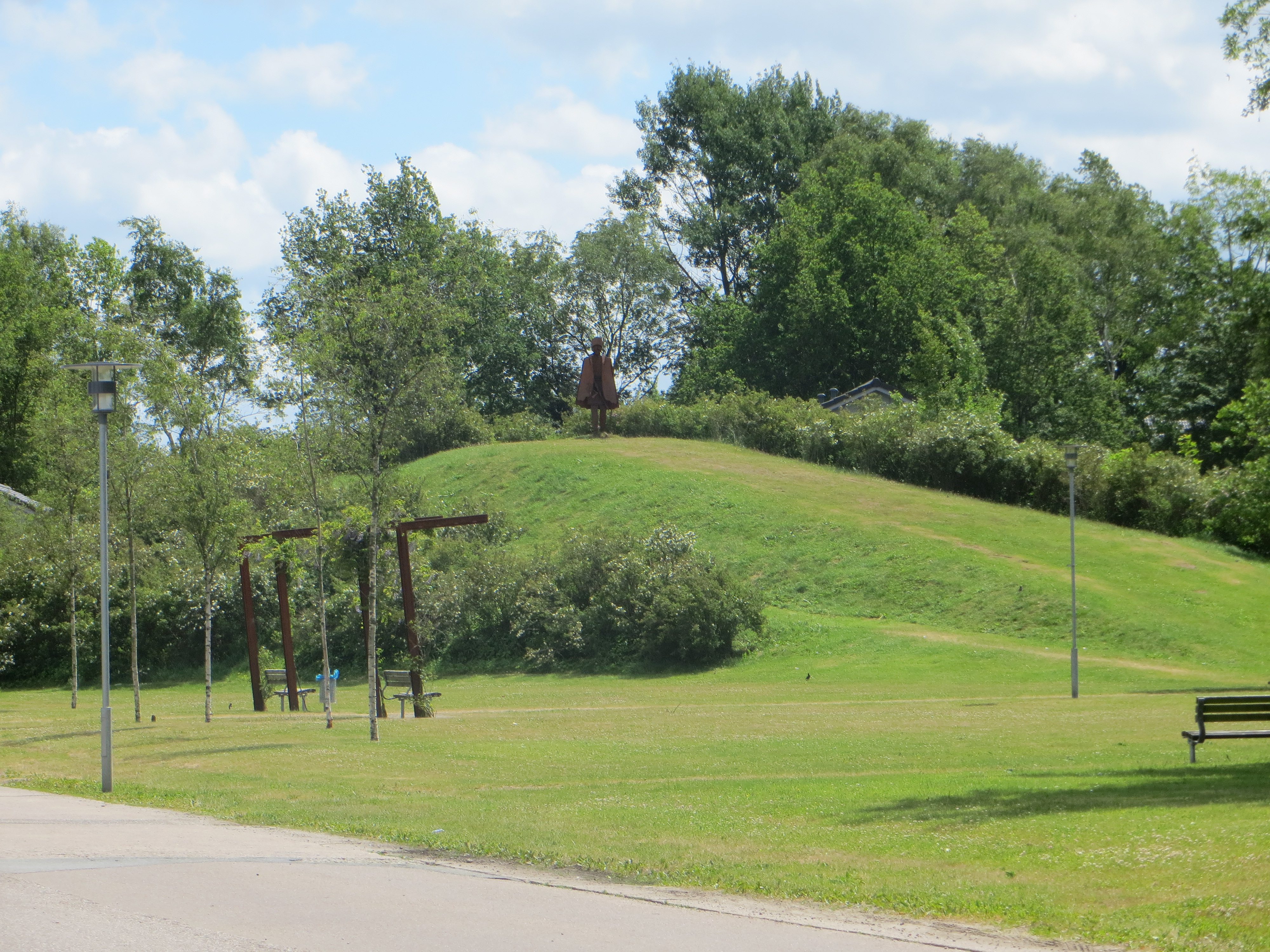
Moderne Skulptur des Kong Arrild in einem Park mit einem Hügel in der Gartenstadt von Weiche

Die fünf Grabhügel wurden gänzlich im 20. Jahrhundert zerstört. Nachdem die Briesen-Kaserne mit ihrem Truppenübungsplatz von der Bundeswehr aufgegeben worden war, entstand dort die Gartenstadt und das Stiftungsland Schäferhaus wurde eingerichtet. Im Rahmen der Einrichtung des Stiftungslandes wurden 2003 die westlichen vier Grabhügel in ihrer äußeren Erscheinung wieder hergestellt, jedoch nicht die Arrildshøj. Die dort aufgestellten Informationstafeln erläutern die Geschichte der Grabhügel. 2004 wurde in der Gartenstadt, an der Ebenezer-Howard-Allee, ein kleiner Park mit einem höheren Hügel errichtet, auf dem eine moderne Skulptur des Königs Arrild platziert wurde. Der besagte „Park des Königs Arrild“ (Lage), der zu einem Großteil aus einem Spielplatz besteht, wird auch „Kong-Arrildshoj-Park“ genannt, weshalb der eigentliche Grabhügel häufig auch falsch lokalisiert wird. In der Gegend gab und gibt es noch heute weitere Grabhügel. In den 1940er Jahren wurde auch der im südlichen Teil des Stiftungslandes Schäferhauses gelegene Grabhügel namens Weinberg zerstört. Der unweit östlich gelegene Nonnenberg sowie der ein ganzes Stück weiter östlich gelegene Friedenshügel blieben bis heute erhalten.

## Sage von Kong Arrildshøj
Im Volksmund trug der Hügel den Namen Kong Arrilds Høj, da eine Sage über den Hügel behauptete, dass der mythische König Arrild mit all seinen Schätzen darin begraben wurde.
Mythische Königsnamen verknüpfen sich auch andernorts mit vorzeitlichen Denkmälern in Dänemark, beispielsweise: der Kong Asger Høj auf Møn, der Kong Dyver Sten, der Kong Grøns Høj, der Kong Svends Høj, die sich auf Lolland befinden, der Kong Lavses Grav auf Lyø, der Kong Holms Høj, der  Kong Renes Høj, beide auf Langeland, die jütländische Wallanlage Kong Knaps Dige, das Kong Lavses Grav, der Kong Rans Høj (beide ebenfalls auf Jütland) sowie Kong Haralds Dysse, Kong Skjolds Høj (König Schild), Kong Øres Grav, Kong Slags Dysse, das Hügelgrab Kong Svends Høj und Kong Suders Høj, die auf Seeland liegen. Der Name Arrild fand im Raum Schleswig auch als Ortsname Verwendung, nämlich als Name eines Ortsteils der Gemeinde Oersberg im Kreis Schleswig-Flensburg, als Name der Kirchspielgemeinde Arrild Sogn der Tønder Kommune in Dänemark sowie als ehemaliger Gemeindename Arrild im dänischen Kreis Hadersleben.
König Arrilds Hügel wurde in neuerer Zeit auch „Pullerbarg“ (dänisch Pullebjerg) genannt. Die umgangssprachliche Bezeichnung soll auf das in den jütländischen Dialekten verbreitete Verb „pulle“ (=Geschlechtsverkehr haben) zurückgehen. Dem dänischen „-bjerg“ entspricht das niederdeutsche „-barg“ als Bezeichnung für einen „Berg“ beziehungsweise einen Hügel.